# Carlo Rossi
Carlo di Giovanni Rossi (Nápoly, 1775. december 18. vagy 1777. december 18. – Szentpétervár, 1849. április 6.) itáliai származású építész volt, aki élete nagy részében Oroszországban élt és dolgozott. Számos klasszikus épület köthető a nevéhez Szentpéterváron és környékén. Munkái a neoklasszicizmuson belül az empire stílushoz kapcsolódnak.

## Élete
Édesanyja Gertruda Ablecher, később Gertruda Lepic, müncheni balerina volt. Rossi 1782-től Párizsban, majd Londonban élt édesanyjával.
1786-ban Charles Lepic francia táncos és koreográfus, az anya új férjé, Oroszországba meghívták. Rossi egy német nyelvű iskolába járt. Nevelőapja barátságot kötött Vincenzo Brenna olasz építésszel. Rossi nála kezdett építészmérnöki tanulóéveket. 1796-ban lett az első segédje, 1800-ban építészsegéd, 1801-ben pedig építész. Majd a firenzei akadémián tanult. 1804 júliusában visszatért Oroszországba. 1816. március 24-én nevezték ki császári építésznek. 1832-ben egészségügyi okokból állami nyugdíjjal távozott, de építészként továbbra is dolgozott különböző kisebb projekteken.
1816-ban feleségül vette Anna Paulsent, akitől négy gyermeke született. 1822-ben, első felesége halála után feleségül vette Sofia Andersent. Vele hat gyermeke született.

## Művei
- Egy faszínház (1806, Moszkva, Arbatszkaja tér), 1812-ben leégett
- Szent Katalin-templom a Kremlben (1808)
- II. Katalin vidéki palotájának rekonstrukciója Tverben (1809)
- Az Anicskov-palota rekonstrukciója (1816)
- Pavilonok sorozata és könyvtár a Gonzaga Galéria felett a Pavlovszk-palotában (1815–1822)
- Jelagin-palota üvegházzal és pavilonokkal (1816-1818)
- A Mihajlovszkij-palota komplexum a szomszédos kerttel és térrel (1819-1825)
- A Palota téri együttes a vezérkar épületével és a diadalívvel (1819-1829)
- A Szenátus tér együttese a Zsinat és a Szenátus (Здания Сената и Синода) épületeivel (1829-1834)
- Az Alekszandrinszkaja tér együttese az Alekszandrinszkij Színház épületeivel, a Császári Nyilvános Könyvtár új épületével  (1827-1832)
- A Jurjev-kolostor harangtornya (1841)
- Szent Péter és Pál székesegyház Tallinnban (1841-1845)

## Fordítás
- Ez a szócikk részben vagy egészben  a(z)   Росси, Карл Иванович című orosz Wikipédia-szócikk fordításán alapul.  Az eredeti cikk szerkesztőit annak laptörténete sorolja fel. Ez a jelzés csupán a megfogalmazás eredetét és a szerzői jogokat jelzi, nem szolgál a cikkben szereplő információk forrásmegjelöléseként.
- Ez a szócikk részben vagy egészben  a   Carlo Rossi (Architekt) című német Wikipédia-szócikk fordításán alapul.  Az eredeti cikk szerkesztőit annak laptörténete sorolja fel. Ez a jelzés csupán a megfogalmazás eredetét és a szerzői jogokat jelzi, nem szolgál a cikkben szereplő információk forrásmegjelöléseként.